# Carasobarbus
Carasobarbus (von Carassius und Barbus) ist eine nahöstliche Gattung der Karpfenfische, die in der Türkei, in den Stromgebieten von Jordan, Nahr al-Asi (= Orontes), Euphrat und Tigris, im Maharloosee und im Kor im Iran und in einigen Wadis der arabischen Halbinsel vorkommt. Außerdem besiedeln drei Arten den Nordwesten Afrikas.

## Merkmale
Carasobarbus-Arten sind mittelgroße Karpfenfische die in ihrer Gestalt zwischen den etwas hochrückigen Carassius- und den langgestreckten Barbus-Arten vermitteln. Sie werden 17 bis 45 cm lang. Ihre Rückenflosse wird von drei bis vier ungeteilten und neun bis zehn verzweigten Flossenstrahlen gestützt, die Afterflosse hat zwei bis drei ungeteilte und sechs, selten auch fünf oder sieben verzweigte Flossenstrahlen. Der letzte ungeteilte Flossenstrahl der Rückenflosse ist verknöchert und glatt. Die Schuppen sind groß und durch zahlreiche, parallel angeordnete Radii gemustert.
Am Maul finden sich ein oder zwei Bartelpaare. Die Schlundzähne haben hakenförmige Spitzen.
- Zahnformel der Schlundzähne: 2.3.5-5.3.2 oder 2.3.4-4.3.2.
- Schuppenformel: SL 25–39.

Wie die Labeobarbus-Arten haben die Carasobarbus-Arten einen hexaploiden Chromosomensatz.

## Arten

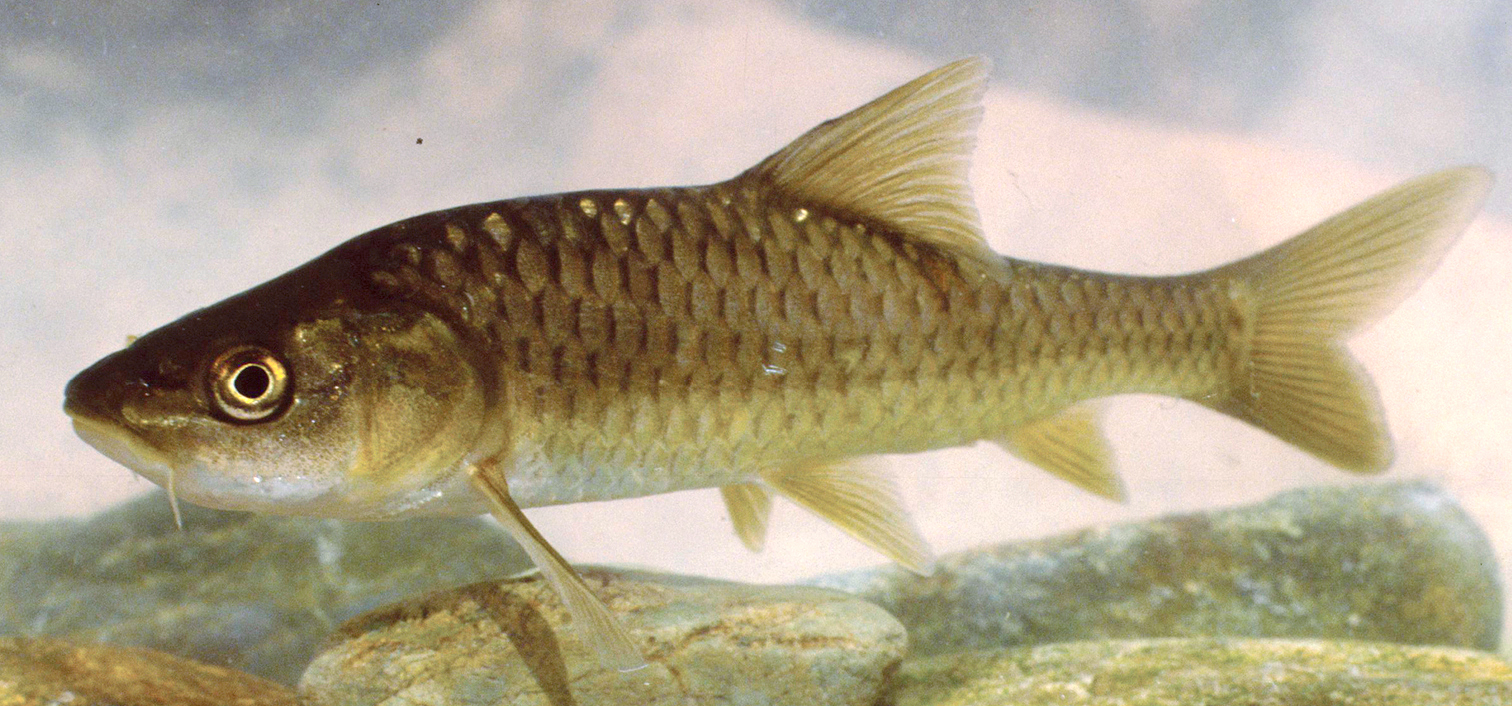
Carasobarbus apoensis

- Carasobarbus apoensis (Banister & Clarke, 1977)
- Carasobarbus canis (Valenciennes, 1842)
- Carasobarbus chantrei (Sauvage, 1882)
- Carasobarbus exulatus (Banister & Clarke, 1977)
- Carasobarbus fritschii (Günther, 1874)
- Carasobarbus harterti (Günther, 1901)
- Carasobarbus kosswigi (Ladiges 1960)
- Carasobarbus luteus (Heckel, 1843)
- Carasobarbus moulouyensis (Pellegrin, 1924)
- Carasobarbus sublimus (Coad & Najafpour 1997)